# ギター・ヘヴン〜グレイテスト・ロック・クラシックス〜
『ギター・ヘヴン〜グレイテスト・ロック・クラシックス〜』（原題：Guitar Heaven: The Greatest Guitar Classics of All Time）は、サンタナが2010年に発表したカバー・アルバム。

## 背景
『スーパーナチュラル』（1999年）、『シャーマン』（2002年）、『オール・ザット・アイ・アム』（2005年）といった作品と同様、曲ごとにフィーチャリング・ゲストを迎えて制作された。クリームのカバー「サンシャイン・オブ・ユア・ラヴ」に参加したロブ・トーマスは、以前にも「スムース」でサンタナと共演している。また、ドアーズのカバー「ライダーズ・オン・ザ・ストーム」には、ドアーズのキーボーディストであるレイ・マンザレクが本人参加した。
日本盤には、浅井健一がゲスト参加したZZトップのカバー「ラ・グランジ」がボーナス・トラックとして追加されており、サンタナが日本人ボーカリストを起用したのも、浅井が外部アーティストの作品にメイン・ボーカルで参加したのも、今回が初である。

## 反響
バンドの母国アメリカでは、発売初週に6万6千枚弱を売り上げ、Billboard 200で初登場5位となった。ニュージーランドのアルバム・チャートでは2週連続で2位となり、合計8週トップ40入りした。
シングル「ホワイル・マイ・ギター・ジェントリー・ウィープス」は、アメリカでは『ビルボード』のスムーズ・ジャズ・チャートで13位、アダルト・コンテンポラリー・チャートで24位に達している。また、一部の国では総合シングル・チャート入りを果たし、スイスで46位、ベルギーのフランデレン地域で50位、ワロン地域で13位を記録した。

## 評価
Stephen Thomas Erlewineはオールミュージックにおいて5点満点中1.5点を付け「サンタナがクラシック・ロックのスタンダードを解釈したアルバムを作ること自体は、必ずしも悪いアイディアではない」としながらも「ナズがフロントを務めた"Back in Black"は原曲を大幅に変えているが、本作には再解釈と言えるようなものはない」「サンタナ、デイヴィスと仲間達は、ギター・ロックの代わりにぎこちないポップ路線を取るという安易な道を辿り、本当に悲惨なアルバムとして結実した」と批判している。マーク・ケンプは『ローリング・ストーン』誌のレビューで5点満点中3点を付け「演奏はおおむねオリジナルに忠実で、クリス・ドートリーはデフ・レパードの"Photograph"において、説得力のある刺激を提供している。とはいえ、何らかの牽引力がある曲は全体の半分ぐらいしかない」と評し、インディア・アリーの参加した"While My Guitar Gently Weeps"を最大の聴き所として挙げている。また、ジェシー・クルーパはPopMattersにおいて10点満点中7点を付け、「バック・イン・ブラック」を「曲の大部分が不似合いな女声コーラスに浸された失敗作」と批判する一方、「サンシャイン・オブ・ユア・ラヴ」と「ホワイル・マイ・ギター・ジェントリー・ウィープス」に関して「単に良質な模倣を提供するのではなく、曲に対する自身の演出を描写した、カバーにおける稀有な例」と評価している。

## 収録曲
1. ホール・ロッタ・ラヴ - "Whole Lotta Love" (Jimmy Page, Robert Plant, John Paul Jones, John Bonham, Willie Dixon) - 3:51
  - feat. クリス・コーネル（ボーカル）
  - レッド・ツェッペリンのアルバム『レッド・ツェッペリン II』（1969年）より。
2. キャント・ユー・ヒア・ミー・ノッキング - "Can't You Hear Me Knocking" (Mick Jagger, Keith Richards) - 5:38
  - feat. スコット・ウェイランド（ボーカル）
  - ローリング・ストーンズのアルバム『スティッキー・フィンガーズ』（1971年）より。
3. サンシャイン・オブ・ユア・ラヴ - "Sunshine of Your Love" (Pete Brown, Jack Bruce, Eric Clapton) - 4:43
  - feat. ロブ・トーマス（ボーカル）
  - クリームのアルバム『カラフル・クリーム』（1967年）より。
4. ホワイル・マイ・ギター・ジェントリー・ウィープス - "While My Guitar Gently Weeps" (George Harrison) - 6:02
  - feat. インディア・アリー（ボーカル）& ヨーヨー・マ（チェロ）
  - ビートルズのアルバム『ザ・ビートルズ』（1968年）より。
5. フォトグラフ - "Photograph" (Joe Elliott, Steve Clark, Pete Willis, Rick Savage, Robert John "Mutt" Lange) - 4:03
  - feat. クリス・ドートリー（ボーカル）
  - デフ・レパードのアルバム『炎のターゲット』（1983年）より。
6. バック・イン・ブラック - "Back in Black" (Angus Young, Malcolm Young, Brian Johnson) - 4:20
  - feat. ナズ（ボーカル）
  - AC/DCのアルバム『バック・イン・ブラック』（1980年）より。
7. ライダーズ・オン・ザ・ストーム - "Riders on the Storm" (Jim Morrison, Robby Krieger, Ray Manzarek, John Densmore) - 5:23
  - feat. チェスター・ベニントン（ボーカル）& レイ・マンザレク（オルガン）
  - ドアーズのアルバム『L.A.ウーマン』（1971年）より。
8. スモーク・オン・ザ・ウォーター - "Smoke on the Water" (Ritchie Blackmore, Ian Gillan, Roger Glover, Jon Lord, Ian Paice) - 5:06
  - feat. ジャコビー・シャディックス（ボーカル）
  - ディープ・パープルのアルバム『マシン・ヘッド』（1972年）より。
9. ダンス・ザ・ナイト・アウェイ - "Dance the Night Away" (Edward Van Halen, Alex Van Halen, Michael Anthony, David Lee Roth) - 3:22
  - feat. パット・モナハン（ボーカル）
  - ヴァン・ヘイレンのアルバム『伝説の爆撃機』（1979年）より。
10. バング・ア・ゴング - "Bang a Gong" (Marc Bolan) - 3:41
  - feat: ギャヴィン・ロスデイル（ボーカル）
  - T・レックスのアルバム『電気の武者』（1971年）より。
11. リトル・ウィング - "Little Wing" (Jimi Hendrix) - 4:52
  - feat. ジョー・コッカー（ボーカル）
  - ジミ・ヘンドリックス・エクスペリエンスのアルバム『アクシス:ボールド・アズ・ラヴ』（1967年）より。
12. アイ・エイント・スーパースティシャス - "I Ain't Superstitious" (W. Dixon) - 3:58
  - feat. ジョニー・ラング（ボーカル）
  - ハウリン・ウルフが1961年に発表した楽曲。

### 日本盤ボーナス・トラック
欧米のデラックス・エディション盤には、「ラ・グランジ」の代わりに「アンダー・ザ・ブリッジ」（レッド・ホット・チリ・ペッパーズのカバー）が収録されている。
1. フォーチュネイト・サン - "Fortunate Son" (John Fogerty) - 3:45
  - feat. スコット・スタップ（ボーカル）
  - クリーデンス・クリアウォーター・リバイバルのアルバム『ウィリー・アンド・ザ・プアボーイズ』（1969年）より。
2. ラ・グランジ - "La Grange" (Billy Gibbons, Dusty Hill, Frank Beard) - 4:38
  - feat. 浅井健一（ボーカル）
  - ZZトップのアルバム『トレス・オンブレス』（1973年）より。

## 参加ミュージシャン
フィーチャリング・ゲストに関しては上記「収録曲」参照。
- カルロス・サンタナ - リードギター
- トミー・アンソニー - リズムギター
- フレディ・ラヴェル - キーボード、ピアノ
- ベニー・リートヴェルド - ベース
- デニス・チェンバース - ドラムス
- カール・ペラーソ - パーカッション、コンガ
- ラウル・リコウ - コンガ

アディショナル・ミュージシャン
- マット・サーレティック - キーボード、オルガン、シンセサイザー、プログラミング
- ハワード・ベンソン - キーボード、プログラミング
- キム・バラード - キーボード、プログラミング
- ジョエル・シアラー - リズムギター(on #2, #3, #6, #9, #11)
- ティム・ピアース - リズムギター(on #2, #3, #4, #6, #9, #11)
- ビル・オーティス - トランペット(on #9)
- ジェフ・クレスマン - トロンボーン(on #9)
- ロビン・トループ - バッキング・ボーカル(on #2)、ボーカル・フック(on #6)
- シェリー・ブラウン - バッキング・ボーカル(on #2)
- アンジー・アパロ - バッキング・ボーカル(on #3, #9)